# George William Clinton
Pour les articles homonymes, voir Clinton.
George William Clinton est un homme politique et un botaniste américain, né le 21 avril 1807 à Brooklyn et mort le 7 septembre 1885 à Albany (New York).

## Biographie
Il est le petit-neveu de George Clinton (1739-1812), gouverneur de New York et vice-président en 1804, et le fils de DeWitt Clinton (1769-1828), sénateur de New York et maire de la ville.
Il étudie à Albany puis la médecine auprès de Theodric Romeyn Beck (1791-1855) au Fairfield Medical School et manifeste un fort intérêt pour la botanique. En février 1828, son père meurt brutalement. Il s’oriente alors vers des études de droit auprès de John Canfield Spencer (1788-1855) et est admis au barreau en 1831. L’année suivante, il se marie avec la fille de John Spencer, Laura Catherine, union dont naîtra neuf enfants. Il s’installe à Buffalo en 1836.
Clinton y fonde un cabinet d’avocat et participe à l’organisation d’une délégation locale du parti démocrate. Il participe à la campagne de Martin Van Buren (1782-1862) en 1838. En 1842, il est élu maire de Buffalo. En 1852, il devient président du conseil de l’université de Buffalo. En 1861, il fonde la Buffalo Society of Natural Sciences avec Coleman Townsend Robinson (1838-1872). Clinton la dirige durant vingt ans. Sa collection de plantes est conservée par la Société qu’il a créée, sous le nom d’herbier Clinton. Il part pour Albany en 1882 afin de s’occuper de l’édition des documents laissés par son grand-oncle George Clinton.

## Source
- (en) Biographie sur les maires de Buffalo